# Hermodoros von Ephesos
Hermodoros (lat. Hermodorus) gilt in der legendären Tradition zur römischen Frühzeit als ein Rechtsgelehrter, der einer der Autoren des Zwölftafelgesetzes gewesen sein soll. Er ist wahrscheinlich nicht historisch, da für die Zeit des 5. Jahrhunderts v. Chr. viele historische Ungewissheiten bestehen und die Römer ihre ihnen nur mangelhaft bekannte Frühzeit später legendarisch auffüllten.
Die römische Tradition könnte an ein Fragment des Heraklit aus Ephesos angeschlossen worden sein, in dem Heraklit seine Landsleute dafür tadelt, dass sie einen Hermodoros aus demokratischer Gesinnung verbannt hätten, weil er andere überragt habe. Für die römische Tradition ist Hermodoros wichtig, weil er die direkte Beeinflussung der römischen durch die griechische Kultur im Rechtswesen personifiziert.
Hermodoros gilt jedenfalls als der bedeutendste Ideengeber für das frührepublikanische Zwölftafelgesetz, die einzige römische Kodifikation, die je entstand. Er soll die Dezemvirn bei der Abfassung des Gesetzeswerks unterstützt und beraten haben. Im Comitium auf dem Forum Romanum war zu seinen Ehren wohl eine Statue errichtet worden. 